# Звезда Миттаг-Леффлера

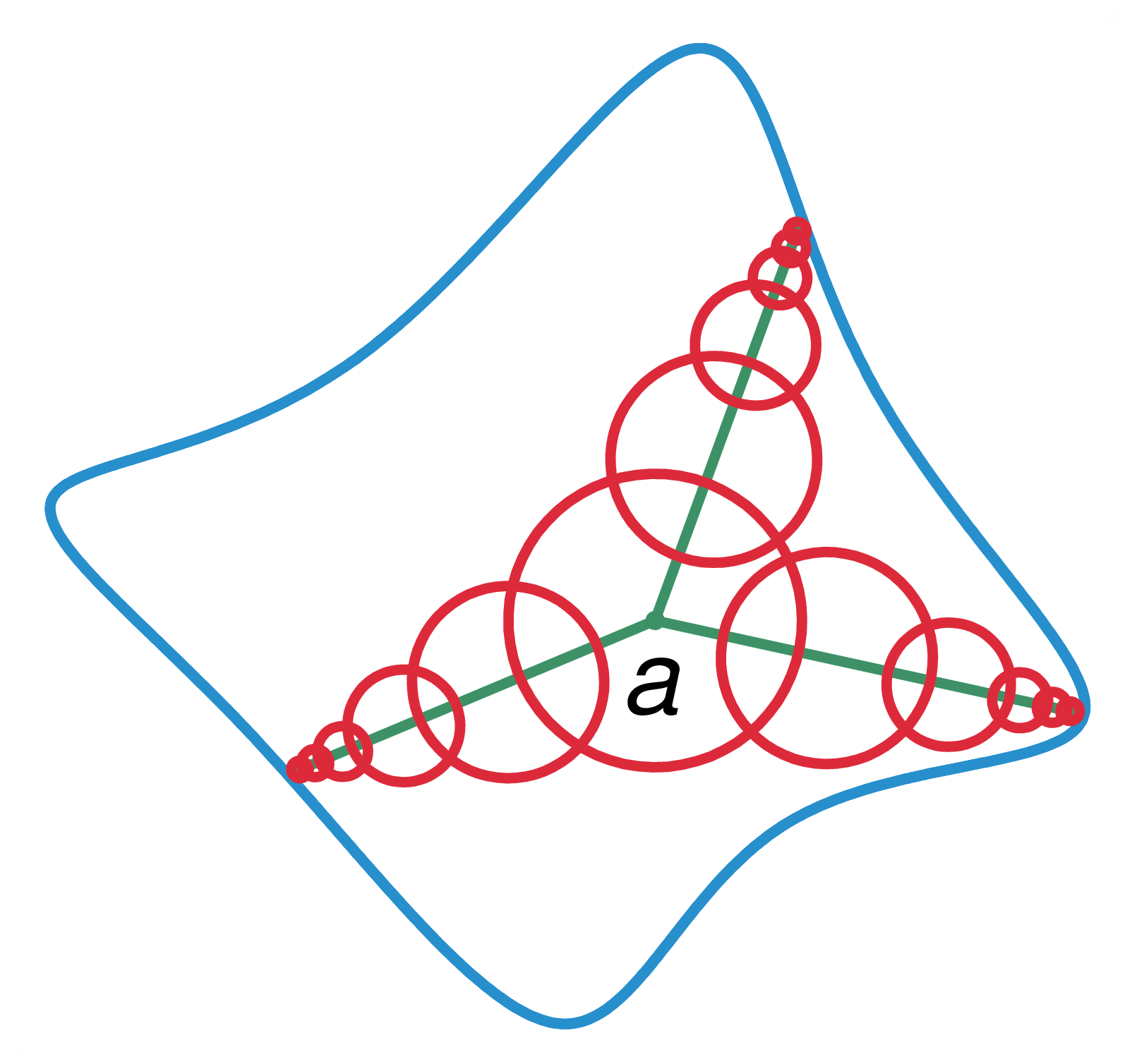
Изображение звезды Миттаг-Леффлера (область, ограниченная синим контуром). Изначальный диск имеет центр в точке.

Звездой Миттаг-Леффлера {\displaystyle S_{f}(z_{0})} для аналитической функции {\displaystyle f} в точке {\displaystyle z_{0}} (подразумевается, что {\displaystyle f} аналитична в {\displaystyle z_{0}}), называется множество таких точек {\displaystyle a}, что функция может быть продолжена аналитически вдоль отрезка {\displaystyle {\overline {z_{0}a}}}.
Основным свойством звезды {\displaystyle S_{f}} является возможность разложения функции в функциональный ряд специального вида, сходящийся внутри этой области.

## Теорема Миттаг-Леффлера о звезде
Предположим, что {\displaystyle f} — аналитическая функция и {\displaystyle S_{f}(z_{0})} — её звезда Миттаг-Леффлера. Тогда внутри этой звезды функция может быть представлена в виде сходящегося ряда многочленов вида
{\displaystyle f(z)=\sum _{n=0}^{\infty }\sum _{m=0}^{k_{n}}c_{m}^{(n)}{\frac {f^{(m)}(z_{0})}{m!}}(z-z_{0})^{m}},
называемого разложением Миттаг-Леффлера, где коэффициенты {\displaystyle c_{m}^{(n)}} и степени многочленов {\displaystyle k_{n}} определяются однозначно.